# Дилейни, Дана
Да́на Уэ́ллс Диле́йни (англ. Dana Welles Delany; род. 13 марта 1956, Нью-Йорк, Нью-Йорк, США) — американская актриса, продюсер и телеведущая.
За свою карьеру, охватывающую четыре десятилетия, она достигала успехов в театре, кино и на телевидении. В 1988 году после многочисленных ролей на телевидении и в кино в семидесятых и начале восьмидесятых она получила главную роль лейтенанта Колин Мак-Мерфи в драматическом телесериале «Чайна-Бич», который впоследствии принёс ей признание критиков и зрителей, в том числе две премии «Эмми» и множество других наград и номинаций.
После завершения сериала в 1991 году Дилейни перешла в кино и сыграла в фильмах «Чуткий сон» (1992), «Домохозяйка» (1992), «Тумстоун» (1993), «Райское наслаждение» (1994), «Летите домой» (1996), «Настоящие женщины» (1997), а также стала голосом Лоис Лейн, героини франшизы о Супермене. Дилейни говорит, что любит играть сложные роли. С середины девяностых Дилейни также является членом правления Фонда исследований склеродермии.
С 2007 года исполняла роль Кэтрин Мейфеир в телесериале «Отчаянные домохозяйки», который покинула в начале 2010 года ради сериала «Следствие по телу», в котором играла главную роль доктора Меган Хант вплоть до 2013 года. В 2011 году Дилейни заняла девятое место в списке самых красивых людей планеты по версии журнала People. В 2014 году Дилейни начала сниматься в сериале Amazon Studios «Десница Божья».

## Биография
Дана Уэллс Дилейни родилась в Нью-Йорке. Её родители ирландского и английского происхождения. Будучи ребёнком, она поняла, что хочет стать актрисой. Дилейни выросла в Стэмфорде, штат Коннектикут и в 1974 году окончила Академию Филлипса в Эндовере, Массачусетс. Позднее в 1974 году она выступала в мюзикле «Юг Тихого океана», а в 1978 году она окончила Уэслианский университет, после чего она решила попробовать себя в актёрском мастерстве и вернулась в Нью-Йорк, работала официанткой в кафе и снималась в небольших ролях в сериалах и телефильмах.

### 1980-е: Начало карьеры и «Чайна-Бич»
В 1978 году, после окончания университета, Дилейни вернулась в Нью-Йорк. Она работала официанткой в кафе, после чего дебютировала на телевидении в эпизоде дневной мыльной оперы ABC «Надежда Райанов». Позже она получила двухлетний контракт на регулярную роль в другой мыльной опере — «Любовь к жизни» на CBS. Со 2 января 1981 по 1 декабря 1981 года она играла Хейли Уилсон Холлистер в мыльной опере CBS «Как вращается мир». После ухода из мыльных опер она дебютировала на бродвейской сцене в пьесе «Жизнь», а одновременно с этим — на офф-бродвейской, в пьесе Николаса Казана «Лунная кровь». Обе роли принесли ей похвалу от театрального критика из The New York Times.
В 1983 году Дилейни переехала из Нью-Йорка в Голливуд, где начала играть гостевые роли в сериалах «Детективное агентство «Лунный свет»» и «Частный детектив Магнум». Также она снялась в двух телевизионных пилотах: «Улицы» (1984) и «Город» (1986), оба оказались неудачными. Также она появилась в нескольких независимых и сделанных для телевидения фильмах, играя роли второго плана. В 1987 году она получила свою первую главную роль, в недолго просуществовавшем ситкоме NBC «Милые отказы», рассказывающем о молодой паре с двумя детьми которые переезжают в пригород ради спокойной жизни. Шоу было закрыто после шести эпизодов. В 1988 году Дилейни появилась в фильмах «Маскарад», «Луна над Парадором» и «Патти Херст».
В 1988 году Дилейни получила свою самую знаковую роль в карьере — медицинской сестры Колин Макмерфи в драматическом сериале ABC «Чайна-Бич». Первое прослушивание Дилейни на роль было неудачным. «Создатели сначала думали что я не достаточно красива для роли» — говорила актриса в одном из интервью, но после советов режиссёра Пола Шредера, с которым она в тот момент работала в фильме «Патти Херст», она состригла свои длинные волосы, сделав короткий боб, и повторно прошла пробы, вследствие чего получила роль. Сериал рассказывал историю молодой женщины, работающей медсестрой во время войны во Вьетнаме. Уже с первых серий она покорила публику, а таблоиды писали о ней как о новой звезде телевидения. За роль в сериале актриса четыре года подряд номинировалась на главную телевизионную премию «Эмми» в категории «Лучшая драматическая актриса», дважды победив; в 1989 и 1991 годах. Из—за популярности сериала и её персонажа в моду на некоторое время вошла короткая стрижка «боб», которую в то время носила актриса.

### 1990-тые: Продолжение успеха
В 1991 году, на момент завершения сериала «Чайна-Бич», журнал People включает Дилейни в свой ежегодный список «Пятидесяти самых красивых женщин мира». После завершения сериала она начинает брать на себя разнообразные роли на большом экране, отличительные от героической медсестры Колин Макмерфи. В 1992 году она сыграла бывшую наркоманку в фильме режиссёра Пола Шредера «Чуткий сон». В том же году она появилась в романтической комедии «Хозяйка дома», играя девушку Стива Мартина.
В 1993 году Дилейни сыграла роль Джозефины Маркус в вестерне «Тумстоун: Легенда Дикого Запада» с Куртом Расселом. В том же годы она озвучила основного женского персонажа в анимационном фильме «Бэтмен: Маска Фантазма». В следующем году она взяла на себя первую ведущую роль госпожи БДСМ в крупнобюджетном фильме, в спорной криминальной комедии «Райское наслаждение», снятой по книге Энн Райс. Дилейни появилась в фильме полностью обнаженной. Один критик прокомментировал: «Дана выглядела великолепно, но сценарий был ужасен». В интервью 2008 года Дана сказала о реакции аудитории: «На меня практически набросились все кому не лень потому что я сыграла в этом фильме, люди ещё не были готовы увидеть как я разрушила созданный мной образ Колин Макмерфи». Год спустя она сыграла главную роль роль в независимом фильме «Мальчишник наоборот», снятом женщиной и для женщин, рассказывающем о женских секретах и фантазиях. Отзывы были смешанные. Во второй половине десятилетия, Дилейни, перешагнувшая сорокалетний рубеж, брала на себя более спокойные роли, снимаясь в фильмах «Летите домой» (1996) и «Пробуждение» (1998).
В ходе 1990-х годов Дилейни сыграла главные роли в десяти сделанных для телевидения фильмах и мини-сериалах. В 1993 году она снялась в мини-сериале «Дикие пальмы» режиссёра Кэтрин Бигелоу, где её партнёром выступил Джеймсом Белуши. Игра Дилейни в этом проекте была хорошо принята критиками. Критик из «Entertainment Weekly» в своей рецензии написал: «Вы не должны даже пытаться понять персонажа Дилейни, просто наслаждайтесь каждой сценой в её участием, и в конце вы узнаете правду о героини». В следующем году она сыграла Главу администрации президента США в фильме HBO «Внутренний враг». В 1995 году она сыграла роль Маргарет Сэнгер, медсестры которая боролась за репродуктивные права женщин в начале двадцатого века в Биографическом фильме «Выбор сердца: История Маргарет Сэнгер». В 1996 году Дилейни снялась в биографическом телефильме о смертельно больной склеродермией женщине «Для Хоуп», после которого актриса занялась благотворительной деятельностью. Фильм основан на реальной истории сестры режиссёра Боба Саджета, которая скончалась спустя два года после того как ей был поставлен диагноз. В фильме ей пришлось делать сложный и дорогостоящий грим, на который уходило по семь часов. Фильм возглавил таблицу телевизионных рейтингов. В 1997 году Дилейни снялась вестерне по роману Дженис Вудс «Настоящие женщины» вместе с Аннабет Гиш и Анджелиной Джоли. Фильм и в первую очередь выступление в нём Дилейни получили ряд положительных отзывов от критиков Один критик в своем обзоре написал: «Дана Дилейни задает высокую планку в этом фильме, роль харизматичной и мужественной женщины Техаса, которую судьба испытывает снова и снова актриса сыграла на высшем уровне». Также Дилейни снялась в «Под угрозой смерти» (1993), «Покровительница лгунов» (1998), «Спасатели: Истории мужества: Две пары» (1998), «Воскрешение» (1999), «Сирены» (1999) и «Американская история любви» (1999).
В 1995 году Дилейни вернулась на бродвейскую сцену, выступая в недолго просуществовавшей пьесе «Переводы». В мае 1997 года она возвращается в свой Альма-матер Академии Филлипса для работы с театральными студентами. С 1996 по 2000 год она также принимала участие в озвучивании Лоис Лейн в анимационном сериале «Супермен». В 1998 году Дилейни отказалась от роли Кэрри Брэдшоу в сериале HBO «Секс в большом городе». Она отметила в последующих интервью: «Создатель шоу Даррен Стар хотел, чтобы я сыграла Кэрри, он видел меня в этой роли после просмотра моего фильма „Мальчишник наоборот“, в котором также снималась и Ким Кэттролл».

### 2000-ные: телевидение и «Отчаянные домохозяйки»
В начале 2000-х годов Дилейни продолжает карьеру, стремясь вернуться на телевидение с новым сериалом. Её первым проектом стал неудачный гангстерский пилот для NBC, где она сыграла главную роль агента ФБР. В 2000 году она снялась в фильме «Страсть» где её партнёрами были Кифер Сазерленд и Ребекка Де Морнэй. В 2001 году она получила свою пятую номинацию на премию «Эмми» за гостевую роль в юридической драме «Семейное право». Также в 2001 году она выступила продюсером и исполнительницей ведущей роли в телефильме «Конечный риск». Критики положительно отнеслись в её выступлению в новом качестве: «Дилейни как всегда превосходна на экране, она независима в отличие от большинства актрис».
Осенью 2001 года Дилейни исполнила роль психически нестабильного матриарха семейства в сериале Fox «Пасадена», который любим критиками за его новаторскую откровенность будучи мыльной оперой, представленной как чёрная комедия. Шоу стартовало вскоре после событий 11 сентября и было снято с эфира после четырёх эпизодов. В следующем году она снялась в главной роли в сериале CBS «Клиника Сан-Франциско», проекте о хороших врачах которые имеют грязные тайны в личной жизни Шоу транслировалось по средам против «Закон и порядок» на NBC и было закрыто каналом после одиннадцати эпизодов. С тех пор она снялась в независимых и сделанных для телевидения фильмах «Заключенный» (2002), «Призрак матери» (2002), «Вихрь» (2003), «Время воспоминаний» (2003) и «Ребенок на продажу» (2004). Вернувшись в театр она сыграла в нескольких известных постановках, таких как «Ужин с друзьями». Критики высоко оценили её игру в шоу, постановке по сценарию Шекспира «Много шума из ничего» в 2003 году, один критик описал актёрский дуэт между Дилейни и актёром Билли Кэмпбеллом словом «Счастье».
В 2004—2006 годах Дилейни часто появлялась качестве приглашенной звезды в различных телевизионных сериалах, каких как «Закон и порядок: Специальный корпус», «Юристы Бостона», «Секс в другом городе» и «Звёздный крейсер „Галактика“». В 2006 году она снялась в сериале NBC «Похищенный». Один из критиков написал: «Дилейни показала несколько совершенно разных характеров своего героя в этом шоу, она и Хаттон(Тимоти Хаттон, партнер по сериалу) могут сыграть лучше без слов чем другие актёры с хорошо написанными диалогами». Шоу также было закрыто после одного сезона. В 2006 году актриса представила свой документальный фильм «Вьетнамские медсёстры с Даной Дилейни», который получил премию «Эмми». В фильме детально показывалась нелегкая работа во Вьетнаме. В период между 2007 и 2009 годом Дилейни также снялась в независимых фильмах «Красивая жизнь», «Лагерь надежды», «Маршрут 30» и «Многократные сарказмы».
В 2007 году Дилейни присоединилась к сериалу ABC «Отчаянные домохозяйки» в роли Кэтрин Мейфеир, новой домохозяйки с секретом. На момент старта сериала в 2004 году актрисе предлагали роль Бри Ван де Камп, но Дилейни несколько раз отказалась, мотивируя это тем, что она не хочет играть ближайшие годы роль «домохозяйки», но когда автор сериала Марк Черри в начале 2007 года предложил звезде участие в четвёртом сезоне сериала, актриса согласилась. В течение почти трёх лет Дилейни снималась в сериале, но в начале весны 2010 года канал ABC предложил ей роль Меган Хант в новом сериале «Следствие по телу». Актриса согласилась, последний эпизод с её участием вышел весной 2010 года. Дилейни затем вернулась к шоу весной 2012 года в финале сериала.

### 2010-е: Последующие роли
В начале 2010 года Дилейни была приглашённой звездой во втором сезоне сериала «Касл», после чего канал ABC и решил дать ей собственное шоу «Следствие по телу». В октябре 2010 года актриса представила публике на кинофестивале в «Чикаго» независимый фильм «Пьяная лодка», снятый в 2007 году где её партнёрами выступили Джон Малкович и Джон Гудмен. Фильм получил приз зрительских симпатий. Дилейни также снялась в фильме «Фрилансеры» вместе с Робертом Де Ниро, 50 Cent и Форестом Уитакером, который был выпущен в прокат в 2012 году.
Сериал «Следствие по телу», в котором Дилейни играла роль доктора Меган Хант, блестящего нейрохирурга, которая после аварии становится судебно-медицинским экспертом, начал сниматься в 2010 году. По иронии судьбы за несколько недель до начала съёмок актриса попадает в аварию в Санта-Монике. В её автомобиль врезается автобус. Дане повезло гораздо больше чем своей героине, она отделалась парой сломанных пальцев Дилейни описывает свою героиню как «Сложную, умную, и безусловно сложную личность». Первый сезон, стартовавший в марте 2011 года, стал самой популярной новинкой телесезона 2010—2011 заняв 13 место в годовой таблице рейтингов со средней аудиторией более 13 млн зрителей. Шоу собирало высокую зрительскую аудиторию, однако рейтинги в желанной рекламодателями демографической категории 18-49 были невысокими. Канал закрыл сериал после трёх сезонов в мае 2013 года. Позже, однако, ABC предлагал сериал кабельным каналам, так как из-за успеха в Европе был ценен для ABC Studios, но безуспешно. В конце 2013 года канал хотел вернуть сериал в эфир из-за провала новинок, но Дилейни вскоре сообщила, что проект не вернётся.
В апреле 2011 года Дилейни заняла девятое место с списке самых красивых людей планеты по версии журнала People. В мае 2011 года она была ведущей и продюсером ежегодной церемонии вручения наград «Академии телевизионных искусств и наук».
После «Следствие по телу», Дилейни искала проект на кабельном телевидении. В марте 2014 года она была приглашена на основную женскую роль в сериал Amazon Studios «Десница Божья» с Роном Перлманом. Между этим она сыграла главную роль в пьесе «Парижанка». В 2015 году Дилейни также взяла на себя роль жены Билли Кристала в комедийном сериале FX «Комедианты», таким образом впервые с 1987 года возвращаясь в жанр ситкома. Также в 2015 году Дилейни снялась во французском мини-сериале «Нет второго шанса».

## Личная жизнь
Дилейни никогда не была замужем и не имеет детей. В одном из интервью 2006 года 50-летняя Дилейни сказала: «Я перешла 50-летний рубеж и чувствую, что готова выйти замуж…, я не знаю, кем окажется кандидат на это место, но он должен быть умным, добрым и с чувством юмора». Год спустя она заявила, что никогда не стремилась к браку. В интервью 2010 года Дана снова шокировала общественность заявлением о «Сексе после 50-ти», как сказала звезда, она любит секс в свои 54, и он длится несколько часов и доставляет актрисе духовное удовлетворение.
В 2010 году в интервью ноябрьскому номеру журнала Prevention Дилейни рассказала о первом и единственном опыте с ботоксом. Из-за этой процедуры правый глаз имел небольшой спад по сравнению с другим. Она в течение многих лет выступает против вмешательств пластических хирургов в свою внешность и заявляет, что хочет стареть естественно. Часто Дилейни появляется на публике без грима и гордится тем, как выглядит в свои годы. Она предпочитает здоровое питание, в том числе овощи, тофу, рыбу, легкие макаронные изделия и хлеб. Примечательно, что её героиня Меган Хант в «Следствии по телу», работающая патологоанатомом, так же, как Дилейни, отказалась от колбасных изделий из-за ассоциаций с кишечником человека.

## Благотворительность
После съемок в 1996 году в фильме «Надежда есть», где актриса играет неизлечимо больную женщину, Дана принимает активное участие в жизни научно-исследовательского фонда по изучению склеродермии. Вместе с подругой Шерон Монски они помогают и финансово поддерживают фонд в поиске лекарств от этой болезни.
В девяностые Дана активно продвигала свои идеи и убеждения в сети интернет, в частности участвовала во многих онлайн конференциях. Её сайт и форум, где актриса делится своими мыслями с поклонниками, работают с 1996 года.
Дана трижды участвовала в телешоу «Celebrity Jeopardy!» — в 2001, 2006 и 2009, чтобы собрать деньги для исследований. «Склеродермия лишает этих женщин не только собственных жизней в большинстве случаев, но и лишает их семей и детей» — пояснила Дана в 2002 году.
Дана является членом совета директоров правозащитной организации «Creative Coalition». В августе 2009 года она была назначена сопрезидентом организации.
Дана также поддерживает планирование семьи. Она присутствовала на праздновании 90-летия организации в Нью-Йорке в 2006 году. Кроме этого она принимала участие в программе, поддерживающей права однополых людей на брак. Она присутствовала на событии в поддержку «Альянса геев и лесбиянок против диффамации».

## Избранная фильмография
| Год       | Название на русском                               | Название на английском                          | Роль                                       | Примечания                                                        |
| --------- | ------------------------------------------------- | ----------------------------------------------- | ------------------------------------------ | ----------------------------------------------------------------- |
| 1974      | Юг Тихого океана                                  | South Pacific                                   | Нэлли Форбуш                               | Мюзикл                                                            |
| 1978      | Надежда Райана                                    | Ryan’s Hope                                     | Девушка в баре                             | 1 эпизод                                                          |
| 1979—1980 | Любовь к жизни                                    | Love of Life                                    | Эми Рассел                                 | Регулярная роль, дневная мыльная опера                            |
| 1980      | Жизнь                                             | A Life                                          | Мария                                      | Театральная пьеса                                                 |
| 1981      | Как вращается мир                                 | As the World Turns                              | Хейли Уилсон                               | Регулярная роль, дневная мыльная опера                            |
| 1981      | Поклонник                                         | The Fan                                         | продавец в музыкальном магазине            |                                                                   |
| 1983      | Лунная кровь                                      | Blood Moon                                      | мед.студентка                              | Театральная пьеса                                                 |
| 1984      | Почти ты                                          | Almost You                                      | Сьюзан Маккал                              |                                                                   |
| 1984      | Тройка                                            | Threesome                                       | Лора Шапер                                 |                                                                   |
| 1984      | Улицы                                             | The Streets                                     | Джинни                                     | Пилот                                                             |
| 1985      | Детективное агентство «Лунный свет»               | Moonlighting                                    | Джиллиан Армстронг                         | 1 эпизод                                                          |
| 1986      | Победитель никогда не сдается                     | A Winner Never Quits                            | Нора                                       |                                                                   |
| 1986      | Свобода                                           | Liberty                                         | Мойя Тревор                                |                                                                   |
| 1986      | Там, где река становится чёрной                   | Where the River Runs Black                      | Анна                                       |                                                                   |
| 1986—1987 | Частный детектив Магнум                           | Magnum, P.I.                                    | Синтия Фаррелл                             | 3 эпизода                                                         |
| 1987      | Милые отказы                                      | Sweet Surrender                                 | Джорджия Холден                            | Регулярная роль, 6 эпизодов                                       |
| 1988      | Патти Херст                                       | Patty Hearst                                    | Джелина                                    |                                                                   |
| 1988      | Маскарад                                          | Masquerade                                      | Энн Бриско                                 |                                                                   |
| 1988      | Луна над Парадором                                | Moon Over Parador                               | Дженни                                     |                                                                   |
| 1988      | Тридцать-с-чем-то                                 | thirtysomething                                 | Ева                                        | 1 эпизод                                                          |
| 1988—1991 | Чайна-Бич                                         | China Beach                                     | лейтенант Колин МакМерфи                   | Регулярная роль, 62 эпизода                                       |
| 1990      | Сдержать обещание                                 | A Promise to Keep                               | Джейн Гоодриш                              |                                                                   |
| 1992      | Весёлая компания                                  | Cheers                                          | Сьюзан Мэтини                              | 1 эпизод                                                          |
| 1992      | Чуткий сон                                        | Light Sleeper                                   | Мариэнн                                    |                                                                   |
| 1992      | Домохозяйка                                       | HouseSitter                                     | Бекки Меткалф                              |                                                                   |
| 1993      | Дикие пальмы                                      | Wild Palms                                      | Грейс Уайкофф                              | Мини-сериал                                                       |
| 1993      | Под угрозой смерти                                | Donato and Daughter                             | Лейтенант Дена Донато                      |                                                                   |
| 1993      | Тумстоун                                          | Tombstone                                       | Жозефина Маркус                            |                                                                   |
| 1993      | Бэтмен: Маска Фантазма                            | Batman: Mask of the Phantasm                    | Андреа Бомонт                              | Озвучивание                                                       |
| 1994      | Внутренний враг                                   | The Enemy Within                                | Бетси Коркоран                             |                                                                   |
| 1994      | Райское наслаждение                               | Exit to Eden                                    | Лиза Эмерсон                               |                                                                   |
| 1994      | Техасцы                                           | Texan                                           | Энн Уильямс                                |                                                                   |
| 1995      | Выбор сердца:История Маргарет Сэнгер              | Choices of the Heart: The Margaret Sanger Story | Маргарет Сэнгер                            |                                                                   |
| 1995      | Мальчишник наоборот                               | Live Nude Girls                                 | Джилл                                      |                                                                   |
| 1995      | Падшие ангелы                                     | Fallen Angels                                   | Хелен Фиске                                | 1 эпизод                                                          |
| 1995      | Переводы                                          | Translations                                    | Мэри                                       | Бродвейская пьеса                                                 |
| 1996—2000 |                                                   | Superman: The Animated Series                   | Лоис Лейн                                  | Озвучивание, 45 эпизодов                                          |
| 1996      | Летите домой                                      | Fly Away Home                                   | Сьюзан Барнс                               |                                                                   |
| 1996      | Приключения Маугли                                | The Adventures of Mowgli                        | Багира                                     | Озвучивание                                                       |
| 1996      | Ради Хоуп                                         | For Hope                                        | Хоуп Альтман                               |                                                                   |
| 1996      | Wing Commander: Academy                           | Wing Commander: Academy                         | Гвен «Арчер» Боумен                        | Озвучивание, 13 эпизодов                                          |
| 1997      | Настоящие женщины                                 | True Women                                      | Сара Маккюр                                |                                                                   |
| 1997      | Шпионские игры                                    | Spy Game                                        | Холли                                      | 1 эпизод                                                          |
| 1997      |                                                   | Duckman                                         | Д-р Сьюзан Фокс                            | Озвучивание                                                       |
| 1998      | Пробуждение                                       | Wide Awake                                      | Миссис Бил                                 |                                                                   |
| 1998      | Улыбка мертвеца                                   | Dead Man’s Curve                                | Доктор Эшли                                |                                                                   |
| 1998      | Спасатели: Истории мужества: Две пары             | Rescuers: Stories of Courage: Two Couples       | Шахти Бок                                  |                                                                   |
| 1998      | Покровительница лгунов                            | The Patron Saint of Liars                       | Роуз                                       |                                                                   |
| 1998      |                                                   | The Batman/Superman Movie: World’s Finest       | Лоис Лейн                                  | Озвучивание                                                       |
| 1998      | Луиза Брукс: в поисках Лулу                       | Louise Brooks: Looking for Lulu                 | Рассказчик                                 | Документальный фильм                                              |
| 1999      | Маскировщики                                      | Outfitters                                      | Кэт Фонингем                               |                                                                   |
| 1999      | Грешники                                          | Sirens                                          | Салли Ролингс                              |                                                                   |
| 1999      | Воскрешение                                       | Resurrection                                    | Клэр Миллер                                |                                                                   |
| 1999      | Американская история любви                        | Shake, Rattle and Roll: An American Love Story  | Элейн Ганн                                 |                                                                   |
| 2000      | Страсть                                           | The Right Temptation                            | Антея Фарроу-Смит                          |                                                                   |
| 2000      | Ужин с друзьями                                   | Dinner with Friends                             | Бет                                        | Театральная постановка                                            |
| 2001      | Конечный риск                                     | Final Jeopardy                                  | Александра Купер                           |                                                                   |
| 2001      | Семейное право                                    | Family Law                                      | Мэри Салливан                              | 1 эпизод                                                          |
| 2001—2002 | Пасадена                                          | Pasadena                                        | Кэтрин Макаллистер                         | Регулярная роль, 13 эпизодов                                      |
| 2002—2003 | Клиника Сан-Франциско                             | Presidio Med                                    | Доктор Рей Бреннан                         | Регулярная роль, 14 эпизодов                                      |
| 2002      | Заключённый                                       | Conviction                                      | Марта                                      |                                                                   |
| 2002      | Призрак матери                                    | Mother Ghost                                    | Карен Беннетт                              |                                                                   |
| 2003—2005 | Лига справедливости                               | Justice League                                  | Лоис Лейн                                  | Озвучивание, 8 эпизодов                                           |
| 2003      | Вихрь                                             | Spin                                            | Маргарет                                   |                                                                   |
| 2003      | Время воспоминаний                                | A Time to Remember                              | Бритт Калхун                               |                                                                   |
| 2003      | Много шума из ничего                              | Much Ado About Nothing                          | Беатрис                                    | Театральная пьеса                                                 |
| 2004      | Ребёнок на продажу                                | Baby for Sale                                   | Натали Джонсон                             |                                                                   |
| 2004      | Закон и порядок: Специальный корпус               | Law & Order: Special Victims Unit               | Каролин Спенсер                            | 1 эпизод                                                          |
| 2004      | Юристы Бостона                                    | Boston Legal                                    | Саманта Флеминг                            | 1 эпизод                                                          |
| 2005      | Связанные                                         | Related                                         | Франческа Сорелли                          | 2 эпизода                                                         |
| 2005      | Кто знает что-то о вас                            | Getting to Know You                             | Марла                                      |                                                                   |
| 2006      | Супермен: Брэйниак атакует                        | Superman: Brainiac Attacks                      | Лоис Лейн                                  | Озвучивание                                                       |
| 2006      | Женщина с голодными глазами                       | The Woman with the Hungry Eyes                  | Теда Бара                                  | Озвучивание                                                       |
| 2006      | Звёздный крейсер Галактика                        | Battlestar Galactica                            | Сэша Эбинелл, предводительница террористов | 1 эпизод                                                          |
| 2006      | Секс в другом городе                              | The L Word                                      | Сенатор Барбара Грэхем                     | 1 эпизод                                                          |
| 2006—2007 | Похищенный                                        | Kidnapped                                       | Элли Каин                                  | Регулярная роль, 13 эпизодов                                      |
| 2006      | Вьетнамские медсестры с Даной Дилейни             | Vietnam Nurses with Dana Delany                 | Сама                                       | документальный фильм                                              |
| 2007      | Пьяная лодка                                      | Drunkboat                                       | Эйлин                                      |                                                                   |
| 2007      | Жизнь рядом с дверцей холодильника                | Life on the Refrigerator Door                   | Рассказчик                                 | Аудиокнига                                                        |
| 2007—2012 | Отчаянные домохозяйки                             | Desperate Housewives                            | Кэтрин Мейфеир                             | Регулярная роль (4—6 сезоны), гостевая роль (8 сезон) 55 эпизодов |
| 2008      | Маршрут 30                                        | Route 30                                        | Амиш Марта                                 |                                                                   |
| 2008      | Уроки полета                                      | Flying Lessons                                  | Джейн                                      |                                                                   |
| 2009      | Красивая жизнь                                    | A Beautiful Life                                | Энн                                        |                                                                   |
| 2009      | Лагерь надежды                                    | Camp Hope                                       | Патрисия Лири                              |                                                                   |
| 2009      | Поливуд                                           | PoliWood                                        | Сама                                       | документальный фильм                                              |
| 2010      | Многократные сарказмы                             | Multiple Sarcasms                               | Энни                                       |                                                                   |
| 2010      | Касл                                              | Castle                                          | Специальный агент ФБР Джордан Шоу          | 2 эпизода                                                         |
| 2010      | Огнедышащий                                       | Firebreather                                    | Маргарет                                   | Озвучивание                                                       |
| 2011—2013 | Следствие по телу                                 | Body of Proof                                   | Доктор Меган Хант                          | Регулярная роль, 42 эпизода                                       |
| 2012      | Фрилансеры                                        | Freelancers                                     | Лидия Виссехо                              |                                                                   |
| 2013      | Лига Справедливости: Парадокс источника конфликта | Justice League: The Flashpoint Paradox          | Лоис Лейн                                  | Озвучивание                                                       |
| 2014—2017 | Десница Божья                                     | Hand of God                                     | Кристал Харрис                             | Регулярная роль                                                   |
| 2015      | Комедианты                                        | The Comedians                                   | Шэрон                                      |                                                                   |
| 2015      | Нет второго шанса                                 | No Second Chance                                |                                            | Мини-сериал                                                       |
| 2018      | Булл                                              | The Bull                                        | Помощник генерального прокурора США        |                                                                   |
| 2019      | Кодекс                                            | The Code                                        | военный адвокат полковник Тёрнбулл         |                                                                   |
| 2022      | Король Талсы                                      | Tulsa King                                      | Маргарет                                   | сериал                                                            |

## Награды и номинации
| Год  | Результат  | Награда                                | Номинация                                                        | Проект                  |
| ---- | ---------- | -------------------------------------- | ---------------------------------------------------------------- | ----------------------- |
| 1989 | Победитель | Эмми                                   | Лучшая актриса в драматическом сериале                           | «Чайна-бич»             |
| 1989 | Победитель | Viewers for Quality Television         | Лучшая актриса в драматическом сериале                           | «Чайна-бич»             |
| 1990 | Номинант   | Золотой Глобус                         | Лучшая женская роль в драме                                      | «Чайна-бич»             |
| 1990 | Номинант   | Эмми                                   | Лучшая актриса в драматическом сериале                           | «Чайна-бич»             |
| 1990 | Победитель | Viewers for Quality Television         | Лучшая актриса в драматическом сериале                           | «Чайна-бич»             |
| 1991 | Номинант   | Эмми                                   | Лучшая актриса в драматическом сериале                           | «Чайна-бич»             |
| 1991 | Победитель | Viewers for Quality Television         | Лучшая актриса в драматическом сериале                           | «Чайна-бич»             |
| 1991 | Номинант   | Золотой Глобус                         | Лучшая женская роль в драме                                      | «Чайна-бич»             |
| 1992 | Победитель | Эмми                                   | Лучшая актриса в драматическом сериале                           | «Чайна-бич»             |
| 1998 | Победитель | Lone Star Film & Television            | Лучшая актриса                                                   | «Настоящие женщины»     |
| 2001 | Номинант   | Эмми                                   | Лучшая приглашенная актриса в драматическом сериале              | «Семейное право»        |
| 2007 | Номинант   | TV Land                                | Lady you love to watch fight for her life in a movie of the week | Специальная премия      |
| 2008 | Номинант   | Премия Гильдии киноактёров США         | Лучший актёрский ансамбль                                        | «Отчаянные домохозяйки» |
| 2008 | Победитель | Wild Rose Film Festival                | Лучшая актриса                                                   | Маршрут 30              |
| 2009 | Победитель | PRISM Awards                           | Лучшая актриса в комедийном сериале                              | «Отчаянные домохозяйки» |
| 2009 | Номинант   | Премия Гильдии киноактёров США         | Лучший актёрский ансамбль                                        | «Отчаянные домохозяйки» |
| 2014 | Номинант   | Los Angeles Drama Critics Circle Award | Лучшая женская роль                                              | The Parisian Woman      |